# Grand Marais de La Queue
Le Grand Marais de La Queue est un marais communal situé sur le territoire de la commune de Blangy-Tronville dans le département de la Somme, près d'Amiens. Il est protégé par un arrêté préfectoral de protection de biotope.

## Historique
Le Grand Marais de la Queue est une création très largement artificielle, les hommes ont défriché cet espace pour y faire pâturer le bétail. À partir du XVIe siècle, on y a extrait la tourbe qui se développa au XVIIIe siècle avec l'invention du grand louchet qui permit d'extraire la tourbe sur une profondeur allant jusqu'à 8 m. À partir du milieu du XXe siècle, le marais fut laissé à l'abandon et se boisa naturellement ou fut planté de peupliers.
À partir de 1970, on découvrit dans le marais des espèces végétales protégées ce qui suscita des études scientifiques qui révélèrent la présence dans le marais de 240 espèces végétales et de nombreuses espèces animales.

## Protection du site
Le 1er juin 1987, un arrêté préfectoral déclarait le marais communal de Blangy-Tronville: « biotope à préserver ».
Le site fait partie des Zones naturelles d’intérêt écologique faunistique et floristique (ZNIEFF) n° 80 VDS 112 (Marais de la Vallée de la Somme entre Daours et Amiens) et n° 0428.0 000 (Marais de Blangy-Tronville). Il est aussi inscrit dans le périmètre Zone importante pour la conservation des oiseaux PE 02 « Étangs et marais du bassin de la Somme ». Il est également retenu comme Zone de protection spéciale et Site d'importance communautaire dans le cadre du réseau européen Natura 2000 PIC 10.
En 1987, la gestion du site a été confiée à une association locale: « Blangy-Tronville Nature ». Elle réunit outre le maire de la commune, les utilisateurs du marais (pêcheurs, chasseurs, scientifiques...). Le but étant de préserver le site en protégeant ses éléments rares ou remarquables.
En 1992, La gestion du site a été confiée au Conservatoire d'espaces naturels de Picardie. 
Le 18 décembre 2017, le site est inclus dans l'espace « Marais et tourbières des vallées de la Somme et de l'Avre », labellisé en 2017 au titre de la Convention de Ramsar
L'accès du marais au public est réglementé.

## Caractéristiques
Le marais est alimenté par la nappe phréatique du plateau calcaire. Des sources de fond de vallée apportent une eau riche en carbonate de calcium qui permet à la végétation de se développer spontanément.
L'accumulation de débris végétaux saturés d'eau a provoqué par une dégradation lente et partielle de ces débris qui formèrent la tourbe.
L'exploitation de la tourbe a créé des étangs et l'arrêt de la coupe des roseaux a entraîné l'extension des espaces arborés : saules et bouleaux principalement.
Le Grand Marais de la Queue est typique de la vallée tourbeuse de la Somme. Autour des étangs (étang Lapierre, étang Colette...), on trouve un ensemble marécageux de roselières, de mégaphorbiaies, de fourrés de saules et de bois de bouleau. On trouve également des zones tourbeuses instables, les tremblants. On ne dénombre pas moins de 24 unités écologiques. 

### Flore
- Grande douve (Ranunculus lingua),
- orchidées sauvages :
  - Orchis négligé
  - Liparis de Loesel
- Pigamon jaune
- Rubanier nain,
- sphaignes  (49 espèces),
- utriculaires,
- une soixantaine de taxons de champignons et
- huit taxons de lichens

### Faune

#### Insectes
- criquet ensanglanté
- bombyx,
- capricorne musqué,
- hydrophile,
- 33 espèces de libellules dont  l'Orthetrum,
- phalènes, dont la phalène sagitée,
- Sphinx dont le Géomètre sagitté,
- Thalictrum...

#### Poissons
- anguille,
- brochet,
- carpe,
- gardon,
- goujon,
- perche,
- truite arc-en-ciel,
- rotangle,
- sandre,
- tanche...

#### Amphibiens
- grenouilles,
- triton alpestre,

#### Reptiles
- couleuvre à collier,
- lézard vivipare
- orvets...

#### Oiseaux
- blongios nain
- busard,
- butor étoilé,
- canard colvert,
- foulque macroule,
- grèbe huppé,
- poule d'eau...

## Pour approfondir